# 火打山
火打山（ひうちやま）は、妙高戸隠連山国立公園内の新潟県糸魚川市と妙高市にまたがる標高2,462mの頸城山塊の最高峰である。日本百名山、及び花の百名山に選定されている。

## 概要
東西に緩やかな稜線を持つ山で、頂上付近は傾斜がさほど急でないため冬期には雪がべったりとついて真っ白な姿を見せる。主峰の他、西側にやや低い影火打（かげひうち）の峰がある。山容が火打石に似ていることが、山名の由来であるとする説がある。江戸時代の『越後野志』に山名の由来が記されている。
火打山は活火山の焼山と成層火山の妙高山に挟まれた穏やかな山容の山であるが火山ではなく、堆積岩から海生動物類の化石が発見されている。小蓮華山等の飛騨山脈に属する山を除けば、新潟県では最も高い。

## 歴史
- 江戸時代末期 - 高田藩の許可を得て南山麓の笹ヶ峰地区に開墾のために入植者が入った記録が残されている[9]。
- 1864年（元治元年） - 『越後土産（二編）』の越後の山の番付で火打山は、下位の前頭三段目とされた[10][注釈 2][5][9]。
- 1904年（明治37年） - 南山麓に笹ヶ峰牧場が造られた[11]。
- 1913年（大正2年） - 笹小屋が造られた[11]。
- 1917年（大正6年）7月27日 - 日本山岳会の田中薫らが頚城三山を縦走して登頂[12]。
- 1928年（昭和3年） - 京大ヒュッテの山小屋が造られた[9]。
- 1930年（昭和5年） - 営林署小屋（現在の高谷池ヒュッテ）が建てられた[9][11]。
- 1956年（昭和31年）7月10日 - 上信越高原国立公園の特別保護地区に追加指定された[13]。
- 1966年（昭和40年）黒沢池ヒュッテが建てられた。
- 昭和30年代 - 山頂の三角点の標石の建て替えの際に、鎌倉時代のものと思われる2体の銅製の十一面観音懸仏が発掘された[8]。
- 1979年（昭和54年）10月 - 南麓に関川水系の笹ヶ峰ダムが完成。
- 2015年（平成27年）3月27日 - 上信越高原国立公園から分離した妙高戸隠連山国立公園内となる。

## 環境

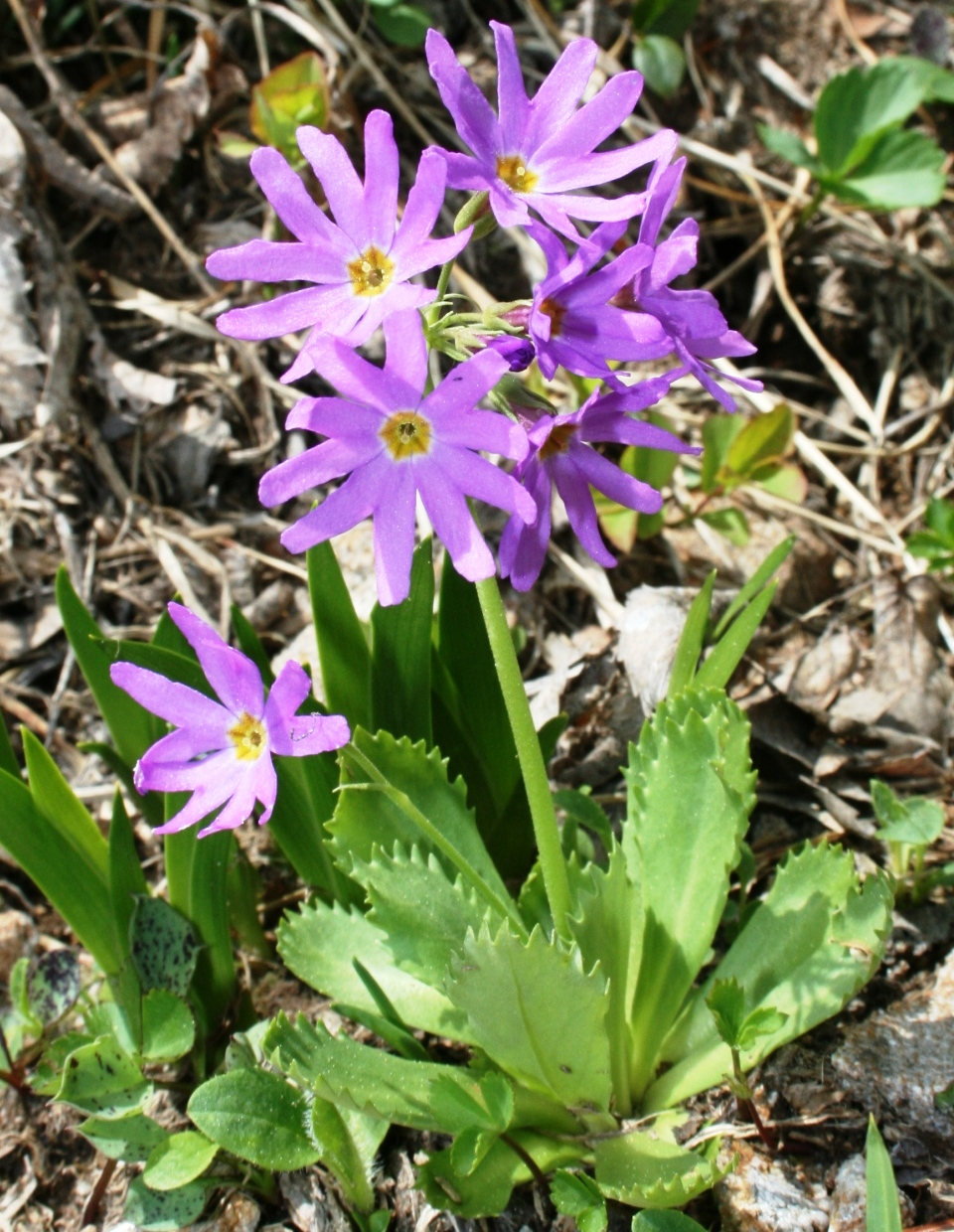
高谷池周辺の高層湿原などに生育するハクサンコザクラ

東隣の妙高山に比べ、ハクサンコザクラ、ミョウコウトリカブト、ワタスゲなどの高山植物が豊富である。高谷池付近には天狗の庭を始めとする池塘の湿原があり、登山シーズンには多くの登山者が訪れる。山頂付近はハイマツ帯で、その南南東稜線上には雷鳥広場（雷鳥平）と呼ばれる場所があり、付近はライチョウの生息地となっている。ライチョウは新潟県のレッドリストの絶滅危惧I類の指定を受けており、周辺の山域は日本の生息地の北限となっている。ニホンカモシカ、ツキノワグマ、オコジョ、オオタカなどの生息も確認されている。

## 登山
一般的には、南側の笹ヶ峰ビジターセンター

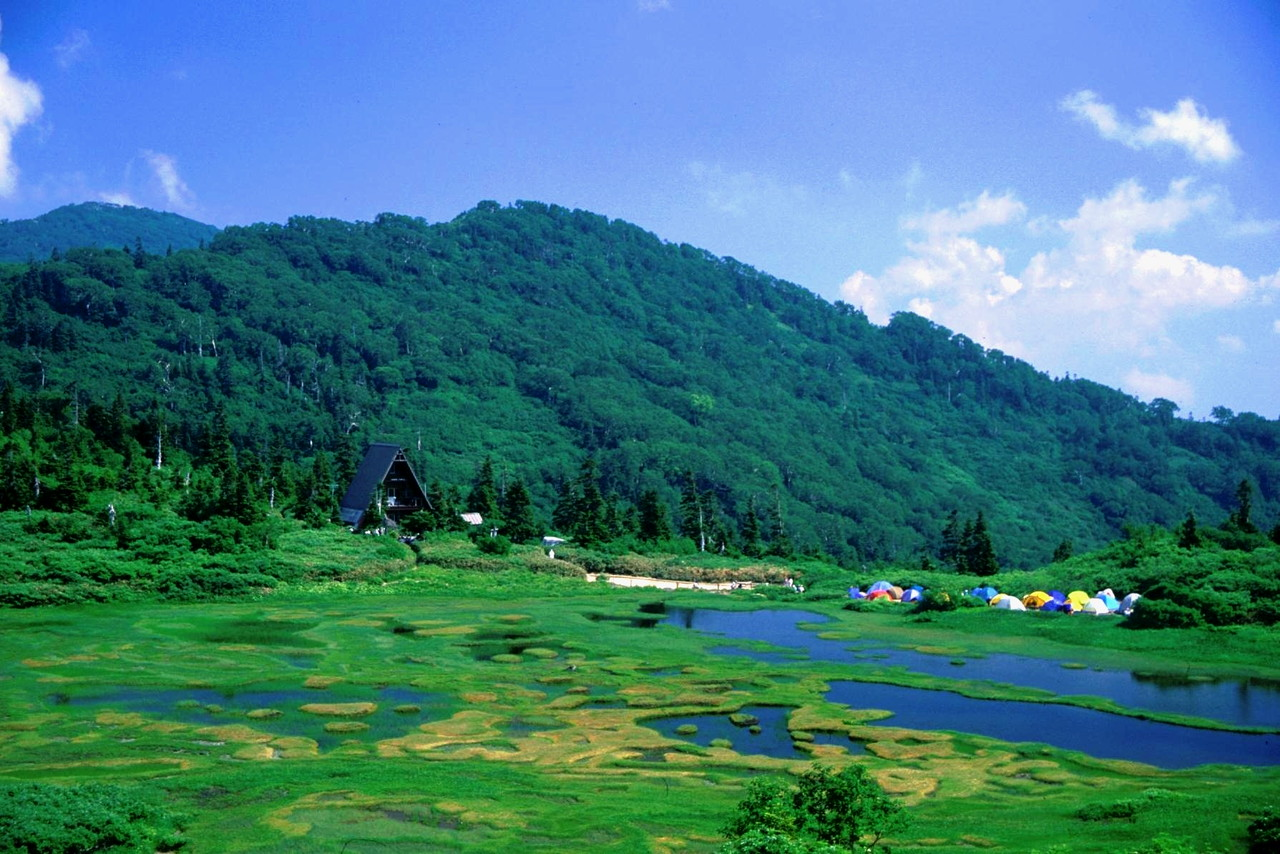
高谷池畔にある山小屋の高谷池ヒュッテとキャンプ指定地

とキャンプ場が併設されている笹ヶ峰より往復や、妙高山と併せて登られる。西側の焼山、金山、天狗原山を経て雨飾山に至るコースもあるが、焼山は火山活動のため最近まで永らく登山禁止になっており、また金山付近はヤブが深く一般的なコースではない。豪雪地帯のため山頂付近では初夏の頃まで残雪が見られることがある。周辺の山麓にあるスキー場を利用して、春先に山スキーで登られることもある。山頂には石仏が祀られていて、見晴らしが良く富士山、八ヶ岳、後立山連峰、能登半島、佐渡ヶ島などが見渡せることがある。

### 周辺の山小屋
山小屋とキャンプ指定地が2ヶ所あり、登山シーズン中の一部の期間に有人の営業を行っている。最寄りの山小屋は高谷池ヒュッテである。
| 名称           | 所在地     | 標高 (m) | 火打山からの 方角と距離 (km) | 収容 人数 | キャンプ 指定地 | 備考   |
| -------------- | ---------- | -------- | ---------------------------- | --------- | --------------- | ------ |
| 高谷池ヒュッテ | 高谷池畔   | 2,110    | 南東 2.0                     | 80人      | テント30張      | [ 19 ] |
| 黒沢池ヒュッテ | 黒沢池の東 | 2,000    | 南東 3.5                     | 100人     | テント20張      |        |

## 地理
東隣の妙高山と西隣の新潟焼山を合わせた三山が頸城三山と呼ばれており、その最高峰である。

### 周辺の山

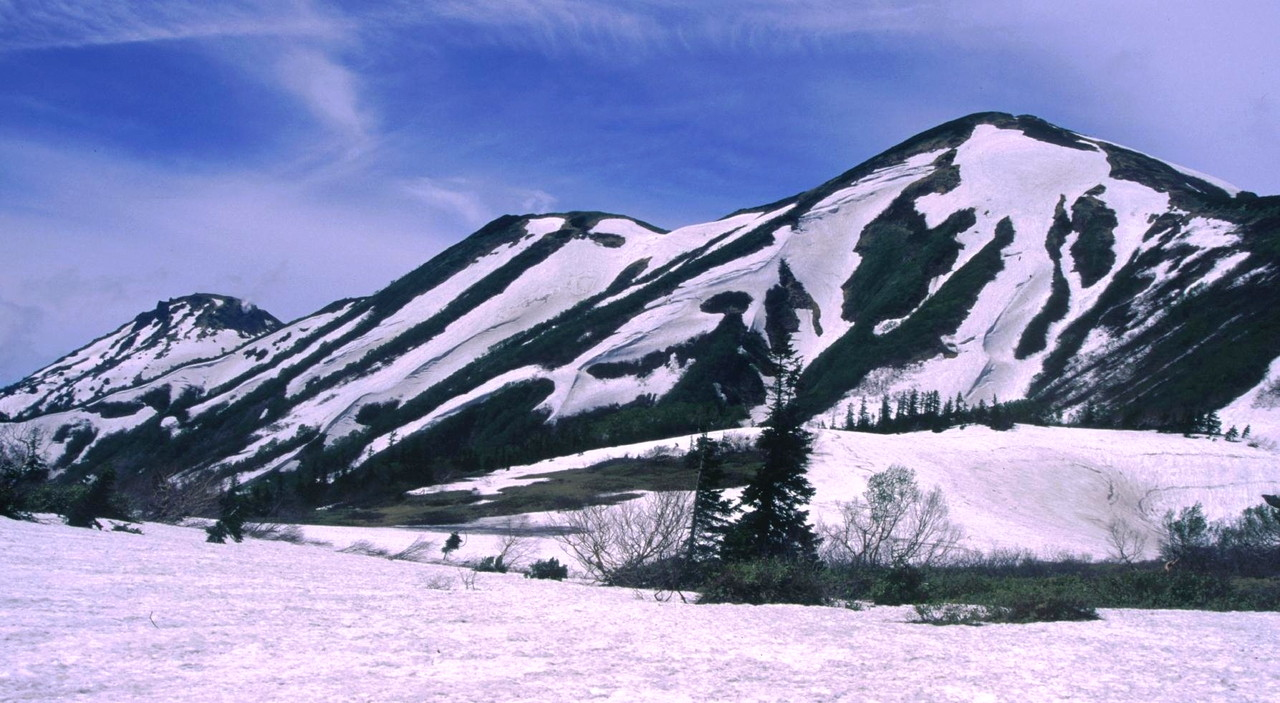
天狗の庭付近から望む焼山・影火打・火打山

| 山容                                            | 山名   | 標高 (m) | 三角点等級 基準点名              | 火打山からの 方角と距離(km) | 備考                        |
| ----------------------------------------------- | ------ | -------- | -------------------------------- | --------------------------- | --------------------------- |
| 天狗の庭から望む火打山（1998年7月19日）         | 火打山 | 2,461.77 | 三等 「火打山」                  | 0                           | 頸城山塊の最高峰 日本百名山 |
| 火打山から望む焼山（1999年9月5日）              | 焼山   | 2,400.26 | 二等 「焼山」                    | 西 2.9                      | 活火山 日本三百名山         |
| 火打山から望む妙高山とタンポポ（1996年6月29日） | 妙高山 | 2,454    | （一等） 「妙高山」 (2,445.90 m) | 南東 5.3                    | 日本百名山                  |
| 標高1490m付近から雨飾山方向（2009年8月14日）    | 雨飾山 | 1,963.21 | 二等 「雨飾山」                  | 西 9.7                      | 日本百名山                  |
| 火打山から望む黒姫山（1996年6月29日）           | 黒姫山 | 2,053    |                                  | 南東 13.2                   | 日本二百名山                |
| 火打山から望む高妻山（1996年6月29日）           | 高妻山 | 2,357.79 | 二等 「高妻山」                  | 南 13.7                     | 日本百名山                  |

### 源流の河川
以下の河川の源流となる山であり、日本海へ流れる。
- 関川
- 矢代川（関川の支流）
- 能生川（糸魚川市）
- 早川

### 周辺のスキー場
- シャルマン火打スキー場
- 赤倉温泉スキー場
- 妙高杉ノ原スキー場

### 交通・アクセス
南山麓を新潟県道39号妙高高原公園線が通る。
- えちごトキめき鉄道の関山駅の西14.2 kmに位置する[3]。
- 上信越自動車道妙高高原インターチェンジの13 kmに位置する。

## 火打山の風景

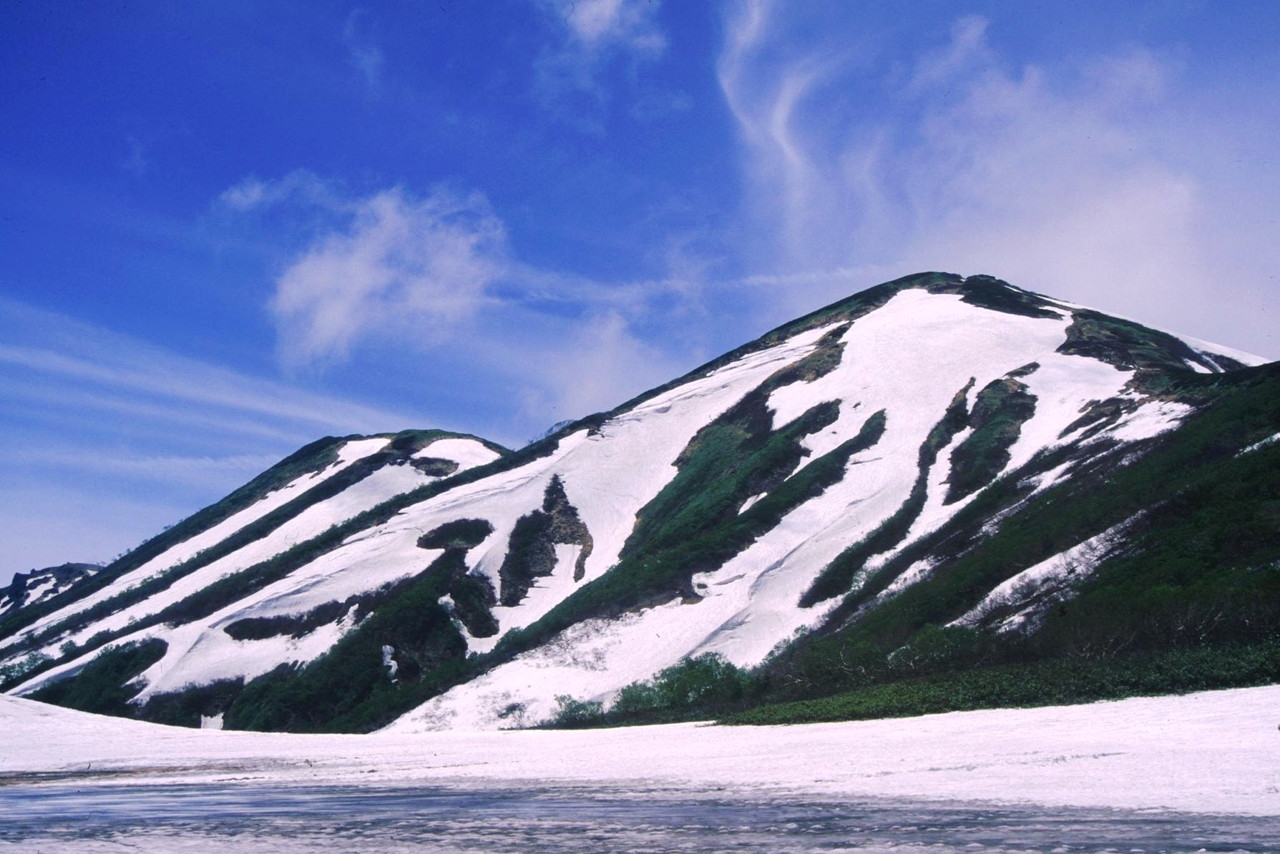
初夏の火打山
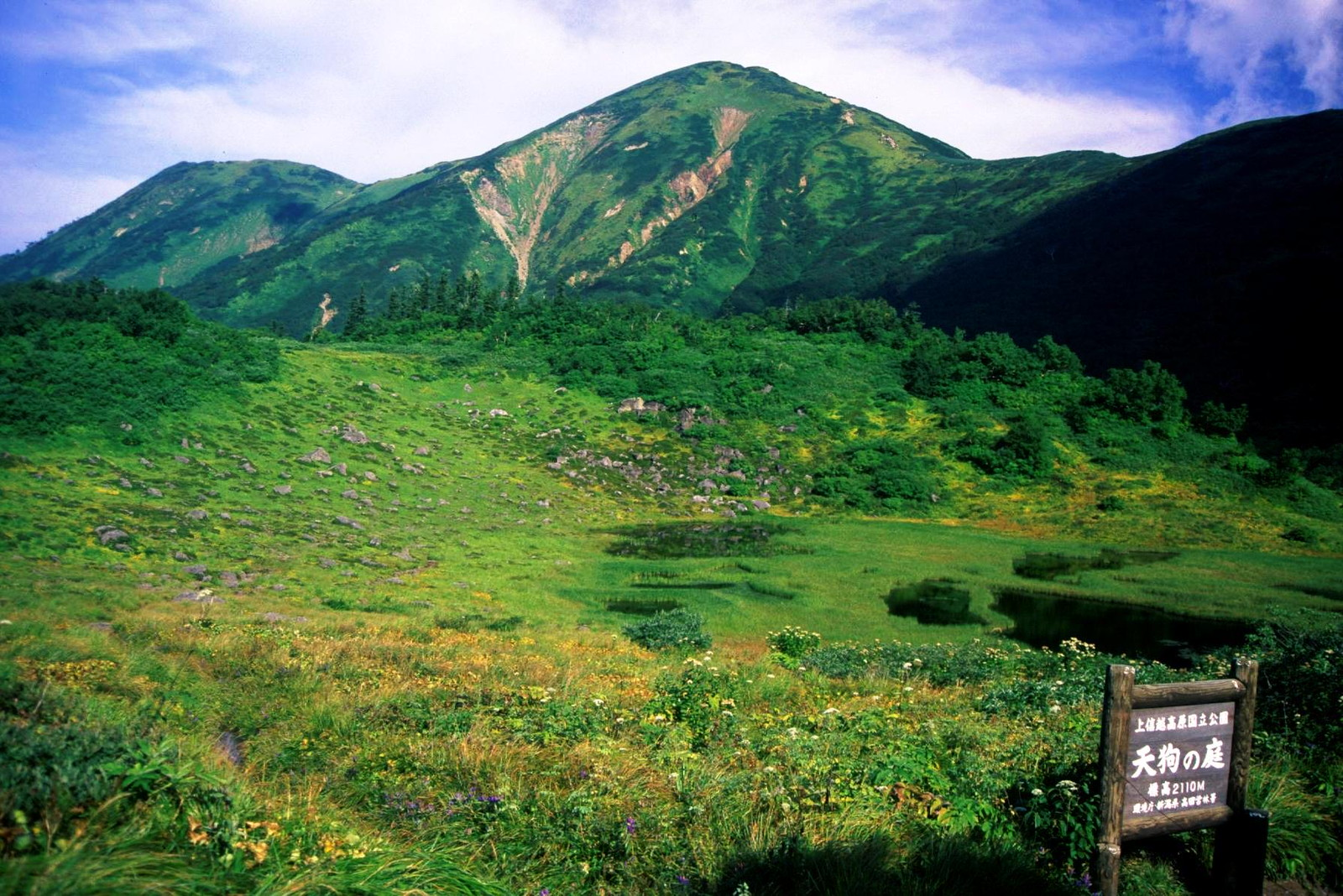
天狗の庭からの夏の火打山
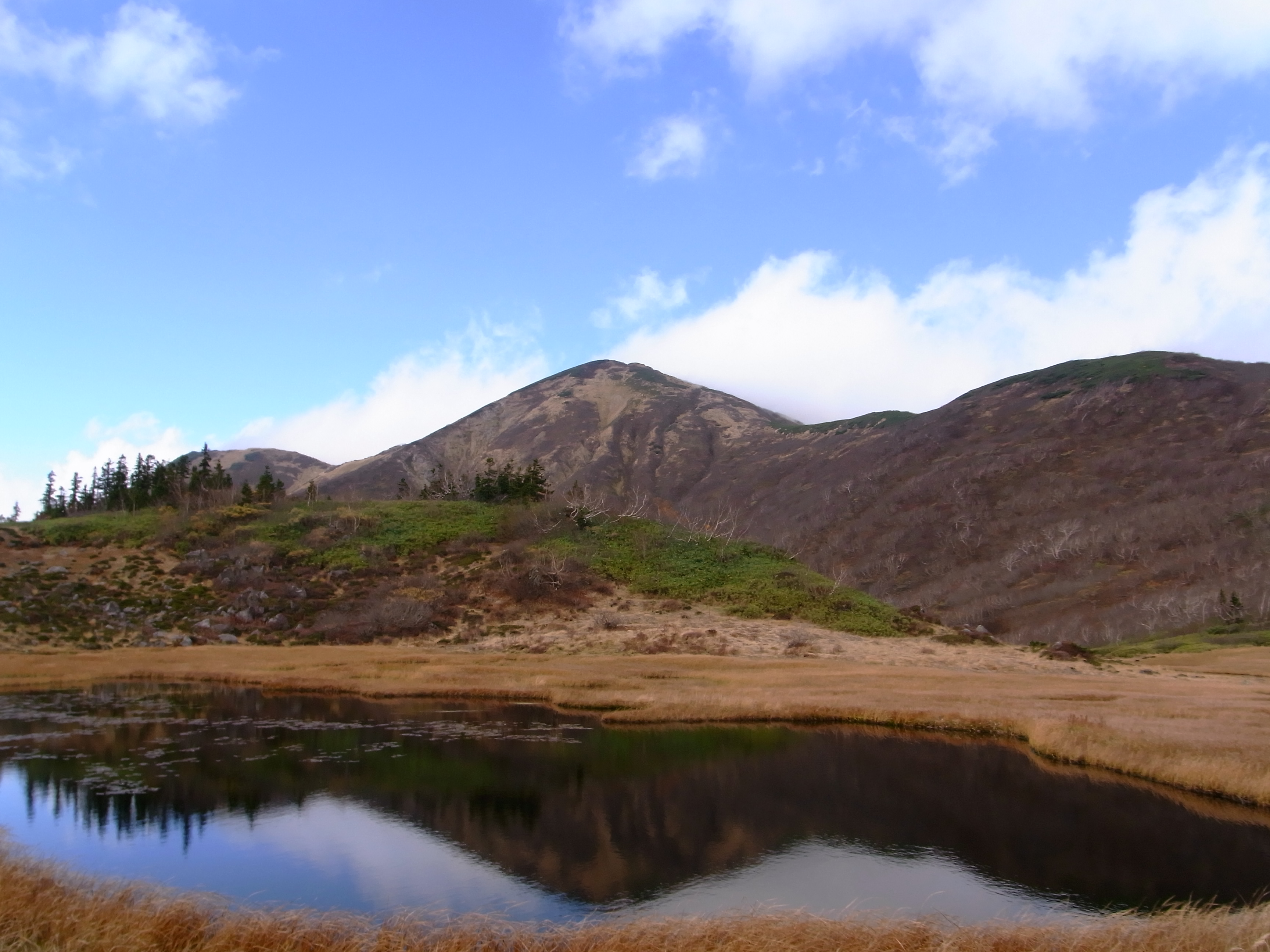
秋の火打山
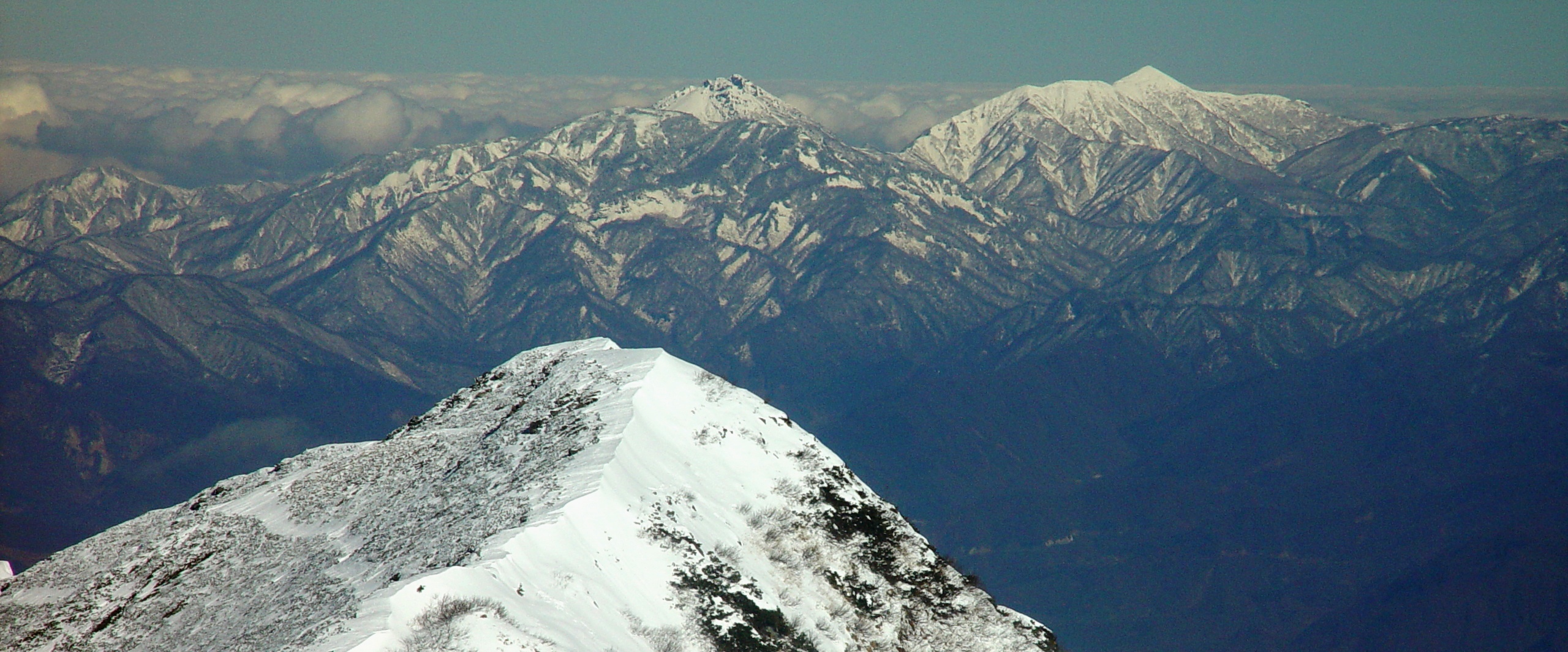
後立山連峰の爺ヶ岳から望む晩秋の焼山（左）と火打山（右）
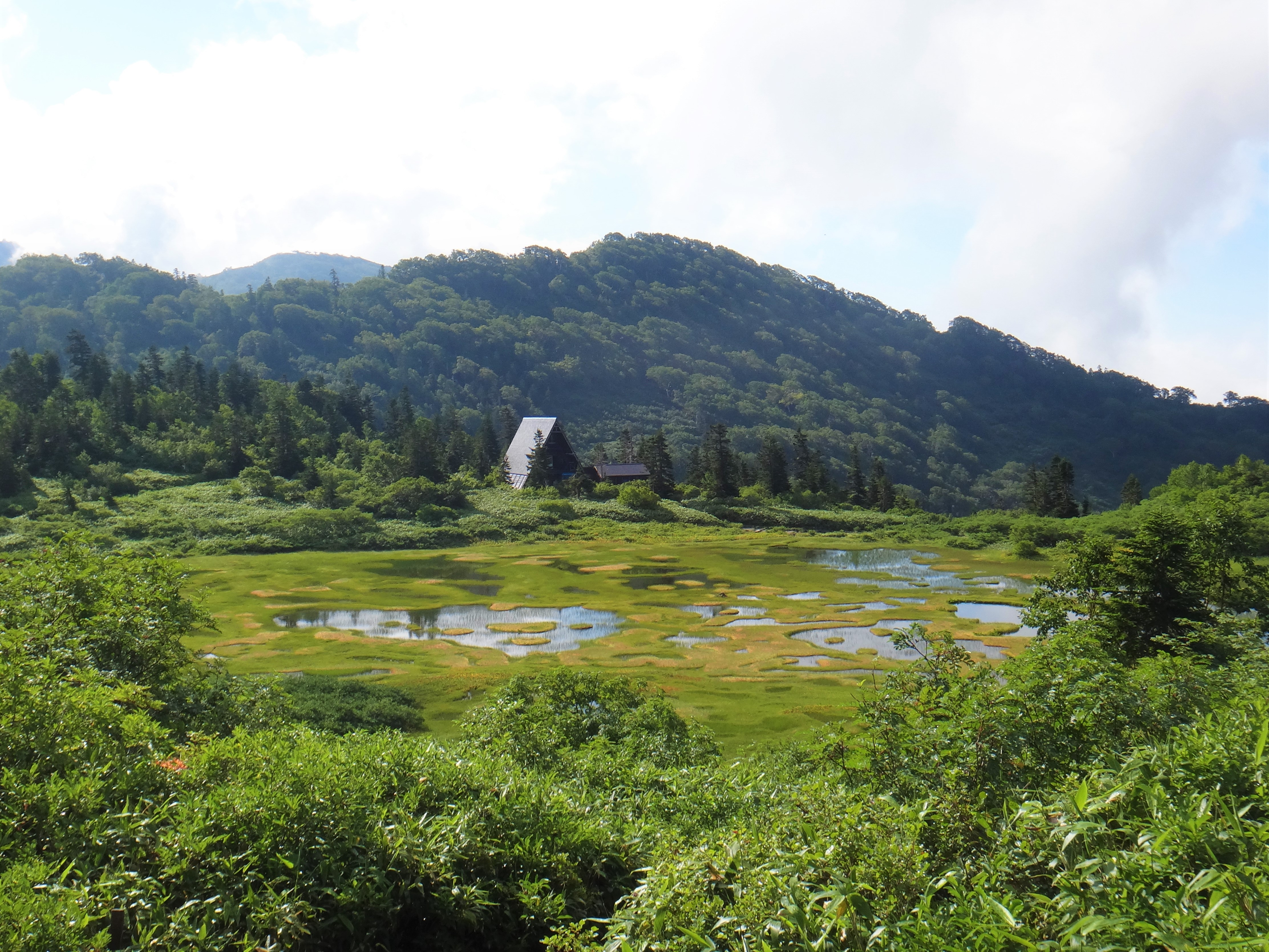
高谷池ヒュッテ
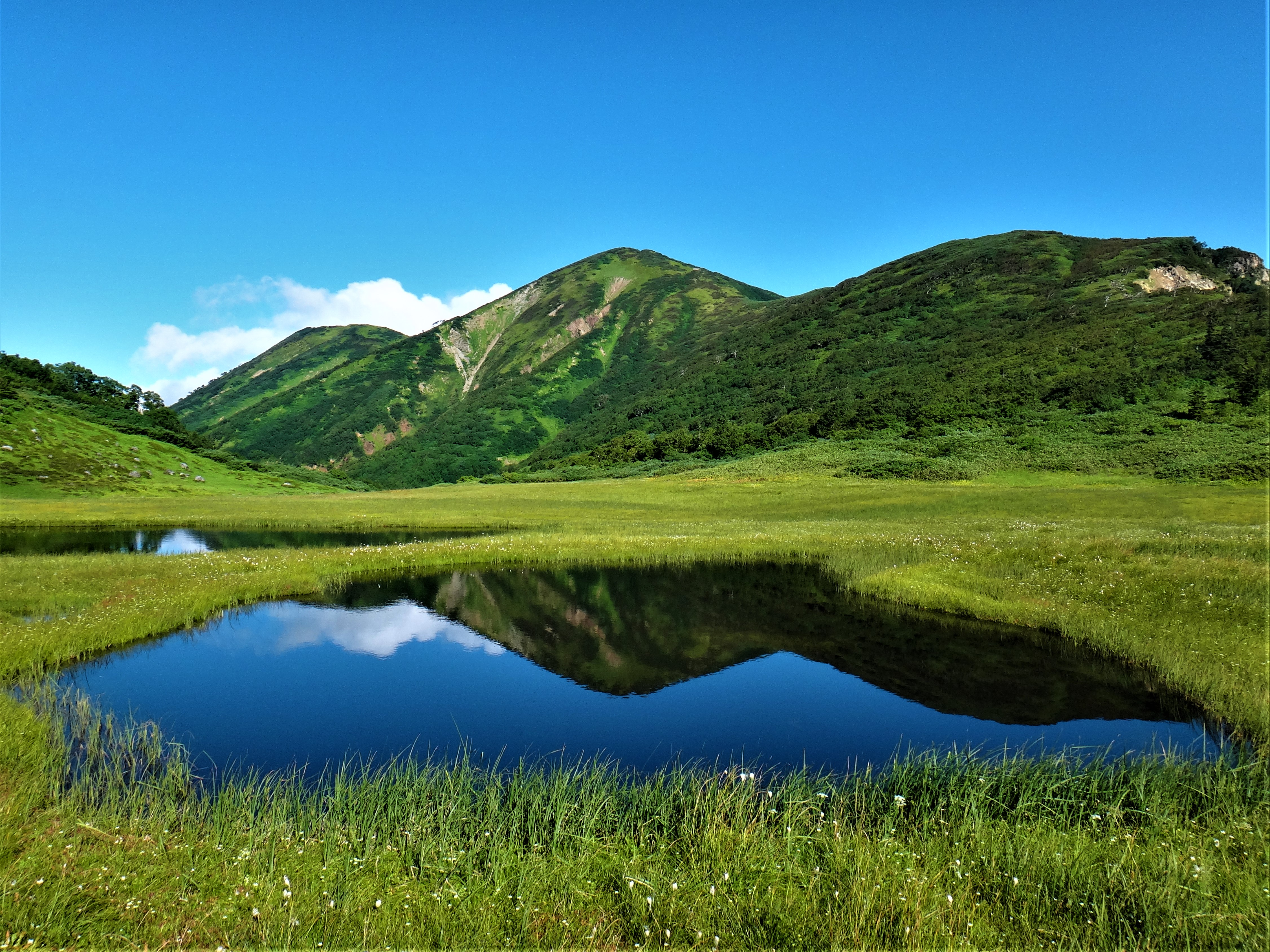
天狗の庭からの火打山
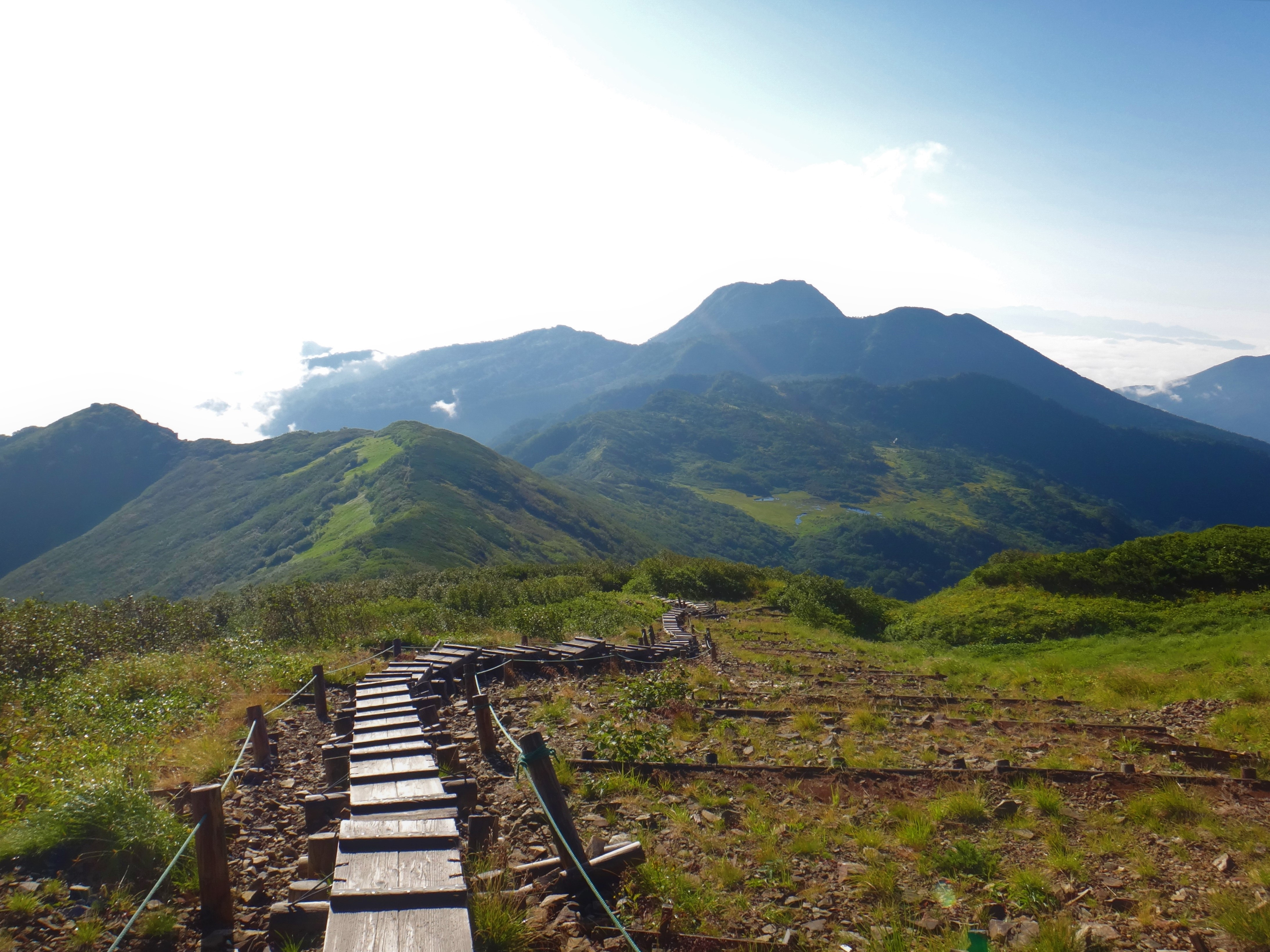
火打山から見た妙高山
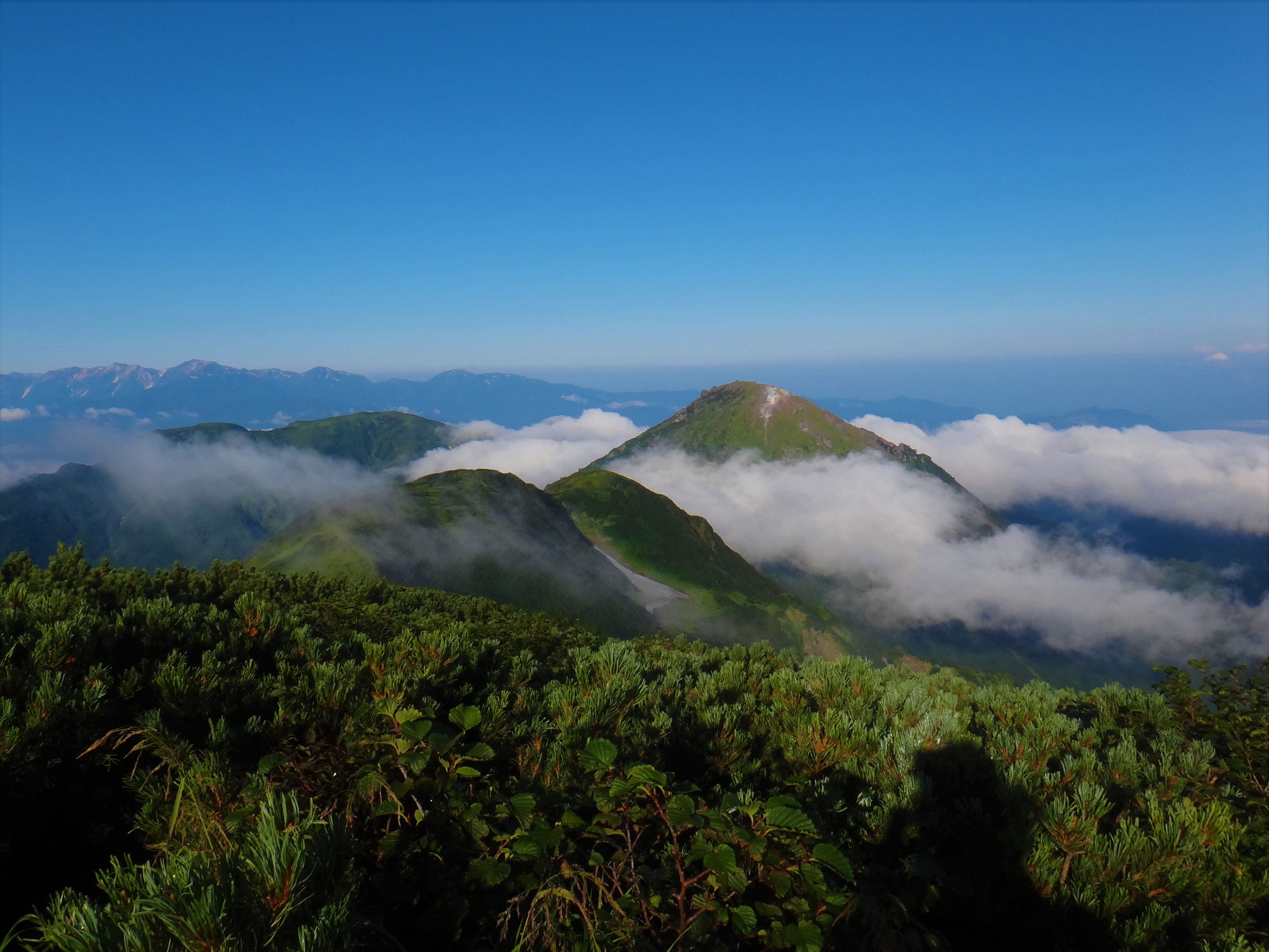
火打山から見た後立山連峰と焼山